# Bafeu
Bafeu (grec: Βαφεύς, Bafevs; turc: Koyul Hişar) va ser una fortalesa de l'Imperi Romà d'Orient situada al nord-est de Nicomèdia. És famosa perquè en aquest lloc es va lliurar la primera batalla guanyada per Osman I sobre els romans d'Orient, l'any 1302.